# Boesenbergia lambirensis
Boesenbergia lambirensis är en enhjärtbladig växtart som beskrevs av S.Sakai och Hidetoshi Nagamasu. Boesenbergia lambirensis ingår i släktet Boesenbergia och familjen Zingiberaceae. Inga underarter finns listade i Catalogue of Life.